# 체인지맨
본 문서의 이해를 돕기 위한 비자유 그림이 있습니다. 
링크의 파일을 직접 올려 주세요
체인지맨 (Changeman, 일본어: チェンジマン 첸지만[*])은 일본 토에이의 특촬 드라마 슈퍼 전대 시리즈의 9번째 작품 《전격전대 체인지맨》의 주인공들이다. 다섯 체인지맨의 모습은 지구 여러 나라의 신화에 등장하는 성수 (聖獸)인 드래곤 (서양 용), 그리폰, 페가서스, 인어, 불사조를 모델로 하고 있으며, 슈트 색깔은 각각 붉은색, 검은색, 푸른색, 흰색, 분홍색이다.

## 츠루기 히류
츠루기 히류(일본어: 剣 飛竜, つるぎ ひりゅう)는 《전격전대 체인지맨》의 주인공으로, 지구수비대 일본 지부의 전임 항공부대 장교였다. 작품 안의 나이는 24세(1961년 출생)로, 고치현 출신이다. 사격과 오토바이 운전을 잘 하며, 고등학생 시절에는 야구부의 에이스였다. 체인지 드래곤(일본어: チェンジドラゴン 첸지 도라곤[*])으로 변신하며, 체인지 드래곤의 포즈는 작품 안에서 츠루기가 야구공을 던지는 자세와 닮아있다. 체인지 드래곤의 상징색은 붉은색 (■)이다.
츠루기 히류는 하마다 하루키가 연기했다.

## 하야테 쇼
하야테 쇼(일본어: 疾風 翔, はやて しょう)는 일본 지부의 전임 레인저 부대 장교였다. 작품 안의 나이는 23세(1962년 출생)이며, 작품 안에서 일명 "시원한 성격의 미남인 체 하는 서브리더" (일본어: 二枚目でクールを気取るサブリーダー 니마이메데 쿠루오 키도루 사부리다[*])라 불린다. 체인지 그리폰(일본어: チェンジグリフォン 첸지 구리폰[*])으로 변신하며, 전투 중에 항상 빗을 지니고 다닌다. 자신의 맵시에 신경을 자주 쓰며, 단번에 끝내야 할 때는 단번에 끝내는 성격으로 그려진다. 도호쿠 지방 출신으로, 도호쿠 방언을 때때로 사용한다. 체인지 그리폰의 상징색은 검은색 (■)이다.
하야테 쇼는 가와이 히로시가 연기했다.

## 오오조라 유마
오오조라 유마(일본어: 大空 勇馬, おおぞら ゆうま 오오조라 유우마[*])는 일본 지부의 전임 육상 부대 장교였다. 작품 안의 나이는 20세(1965년 출생)이다. 거대 장비 조종과 폭탄 제조 실력이 능숙하다. 먹는 것을 좋아하고 순수한 성격을 가진 남자로 그려진다. 파란색 (■)이 상징색인 체인지 페가서스(일본어: チェンジペガサス 첸지 페가사스[*])로 변신한다.
오오조라 유마는 이즈미 시로가 연기했다.

## 나기사 사야카
나기사 사야카(일본어: 渚 さやか, なぎさ さやか)는 일본 지부의 전임 작전 부대 장교였다. 작품 안의 나이는 20세(1965년 출생)로, 명석한 두뇌로 적과 상황을 냉정히 분석하여 일명 "치밀한 작전을 세우는 참모" (일본어: 緻密な作戦を立てる参謀格 치미츠나 사쿠센오 타테루 산보카쿠[*])라 불린다. 흰색 (□)이 상징색인 체인지 머메이드(일본어: チェンジマーメイド 첸지 마메도[*])로 변신한다.
나기사 사야카는 니시모토 히로코가 연기했다.

## 츠바사 마이
츠바사 마이(일본어: 翼 麻衣, つばさ まい)는 일본 지부의 전임 첩보 부대 장교였다. 작품 안의 나이는 20세(1965년 출생)로, 말이 많고 천진난만한 성격으로 그려진다. 바이크 운전을 잘 하며, 5화에서는 유마의 제복에 도청 마이크를 몰래 붙여두기도 했다. 분홍색 (■)이 상징색인 체인지 피닉스(일본어: チェンジフェニックス 첸지 페닛쿠스[*])로 변신한다.
츠바사 마이는 오이시 마이가 연기했다.

## 이부키 장관
이부키 장관(일본어: 伊吹長官 이부키 초칸[*])은 전격전대 체인지맨을 이끄는 지구수비대의 지휘관이다. 훈련은 매우 엄격하지만, 훈련 시간 외에는 대원들을 상냥하게 대하는 것으로 묘사되며, 기지 내에 온천을 만들어 모두와의 친분을 쌓으려 하기도 했다. 작품 안에서는 강한 전투력을 가지고 있어 자신이 전투에서 선두에 나서기도 한다. 우주의 전설이나 생물에 관한 지식이 풍부한데, 이는 그가 지구인이 아니기 때문이었으며, 작품 종반에서 이부키는 스스로 자신의 정체를 밝힌다. 그의 정체는 대성단 고즈마에게 멸망당한 히스 (Heath) 행성의 유일한 생존자 유이 이부키(일본어: ヒース星人ユイ・イブキ 히스 세이진 유이 이부키[*])였다. 원래 유이 이부키는 고즈마가 히스 행성을 멸망시킨 후 우주를 떠돌다 지구에 당도하여 지구인으로 활동했던 것이었으며, 최종회에서 자신처럼 고즈마에게 고향을 빼앗긴 우주 실향민들과 함께 다시 우주로 여행을 떠나게 된다.

## 지구수비대 전사단
지구수비대 전사단(일본어: 戦士団 센시단[*])은 이부키 장관의 엄격한 훈련을 모두 마친 지구수비대의 엘리트 집단으로, 어스 포스에게 선택받은 체인지맨은 이 전사단의 대표에 해당한다. 체인지맨의 지원이 주요 임무이지만, 그들을 대신하여 전사단이 직접 싸우는 경우도 있다. 사야카와 함께 고즈마의 우주수사에 대항하는 팀과 장비의 정비를 맡는 팀 등이 있다.

## 장비와 기술
체인지맨은 변신용 장치인 체인지 브레스 (Change Breath, 일본어: チェンジブレス 첸지 부레스[*])를 사용하여 "렛츠 체인지!" (Let's Change!)라 외치고, 일어섬과 동시에 자신의 코드명 (모두 함께 변신할 경우에는 "체인지맨")을 외치며 브레스를 하늘로 쳐올려 변신한다. 또한 다섯 명 모두 광선총 체인지 소드 (Change Sword, 일본어: チェンジソード 첸지 소도[*])를 가지고 있는데, 체인지 소드는 총신과 손잡이 부분으로 나뉘며, 총신부는 칼날을 늘려 검으로 바꿀 수 있고, 손잡이 부분을 전개하면 작은 방패로도 바꿀 수 있다. 38화에서는 야구 방망이로 변형했다.

### 체인지 드래곤
- 드래곤주카 (Dragonzooka): 파워 바주카로 합체했을 때의 본체에 해당하는 바주카로, 각 체인지맨의 바주카는 왼쪽 허리의 박스에 수납되어 있다.
- 드래곤어택 (Dragon Attack): 드래곤의 포즈를 취하며 하늘로 날아올라 적을 공격한다.
- 드래곤썬더 (Dragonthunder): 드래곤 파워로 공중에서 벼락을 떨어뜨린다.
- 드래곤 볼 (Dragon Ball): 츠루기가 고등학생 야구부 시절에 터득한 마구 (魔球) 기술을 응용한 것으로, 예전에 함부로 사용하다 상처를 입은 뒤 봉인했었으나, 9화에서 우주수사 오즈의 약점인 눈을 오오조라가 개발한 폭탄 볼로 공격하기 위해 사용했다. 38화에서도 우주수사 드론이 불러낸 유령 야구 선수들과 시합하여 유령들을 성불시키기 위해 사용했다.
- 드래곤 킥 (Dragon Kick): 발에 어스 포스를 집중시켜, 공중에서 적에게 내뿜으며 킥을 날린다.
- 드래곤 소드 (Dragon Sword): 드래곤 볼의 응용 기술로, 체인지 소드에 어스 포스를 모아 점프한 뒤, 몸을 비틀며 적에게 체인지 소드를 던진다. 드론의 불사신 능력을 파괴하기 위해 사용했다.
- 반중력 벨트 (일본어: 反重力ベルト 한주료쿠 베루토[*]): 사야카가 개발 팀과 함께 개발한, 중력을 제어하여 장착자를 하늘로 날 수 있게 하는 벨트이다. 체인지 드래곤이 우주수사 지크와의 전투에서 사용했다. 원래는 5명 전원이 쓸 수 있도록 만들었으나, 설계 상의 실수로 폭발하여 전원이 부상을 입었다.

### 체인지 그리폰
- 그리폰주카 (Griffonzooka): 파워 바주카로 합체했을 때의 총구 부분에 해당하는 바주카이다.
- 그리폰어택 (Griffon Attack): 그리폰의 포즈를 취하며 하늘로 날아올라 적을 공격한다.
- 그리폰 마그마 갤럭티 (Griffon Magma Galacti): 그리폰 파워로 땅을 갈라, 갈라진 땅에서 용암이 솟아오르게 한다.

### 체인지 페가서스
- 페가서스주카 (Pegasuszooka): 파워 바주카로 합체했을 때의 중앙 하부에 해당하는 바주카이다. 두 개의 총구를 가지고 있다.
- 페가서스어택 (Pegasus Attack): 페가서스의 포즈를 취하며 하늘로 날아올라 적을 공격한다.
- 페가서스 이나즈마 스파크 (Pegasus Inazuma Spark): 페가서스 파워로 공중에서 번개를 발산한다.

### 체인지 머메이드
- 머메이드주카 (Mermaidzooka): 파워 바주카로 합체했을 때의 스코프 (Scope) 부분에 해당하는 바주카이다.
- 머메이드어택 (Mermaid Attack): 머메이드의 포즈를 취하며 하늘로 날아올라 적을 공격한다.
- 머메이드 타이푼 웨이브 (Mermaid Typhoon Wave): 머메이드 파워로 폭풍을 일으킨다.
- 머메이드 빅 웨이브 (Mermaid Big Wave): 어스 포스의 힘으로 거대한 파도를 불러와 파도타기 자세를 취하며 적을 들이받는다.

### 체인지 피닉스
- 피닉스주카 (Pheonixzooka): 파워 바주카로 합체했을 때의 중앙 상부에 해당하는 바주카이다. 탄도유도장치가 장착되어 있다.
- 피닉스어택 (Pheonix Attack): 피닉스의 포즈를 취하며 하늘로 날아올라 적을 공격한다.[2]
- 피닉스 파이어 (Pheonix Fire): 피닉스 파워로 불꽃을 내뿜는다.
- 피닉스 파이어 봄버 (Pheonix Fire Bomber): 양 손을 교차시켜 폭발과 함께 적에게 돌진한다.

### 합체 무기
- 파워 바주카 (Power Bazooka): 다섯 체인지맨이 가지고 있는 바주카들을 합침으로써 완성하는 거대 바주카이다. 드래곤이 "세트!" (Set!)라 외치며 탄알을 삽입하면 머메이드가 목표를 정한 뒤 "마크" (Mark)라 외친 후, 드래곤의 "파이어!" (Fire, 발사)라는 구호와 함께 어스 크레인이라 불리는 입자 형태의 물체를 중심으로 한 에너지탄을 발사한다.

## 필살기
- 전격 플래시 (일본어: 電撃フラッシュ 덴게키 후랏슈[*]): 다섯 체인지맨의 성수의 힘을 모아 적에게 섬광을 발사한다.
- 파워 슛 (Power Shoot): 이마에서 성수의 아우라를 내뿜어 공격한다.
- 체인지 플래시 (Change Flash): 다섯 체인지맨의 몸에서 빛을 내뿜어 적의 시야를 가린다. 17화에서 아하메스에게 이 기술을 사용한 다음, 이공간으로 탈출했다.
- 펜타포메이션 (Pentaformation): 우주수사를 둘러싸고 일제히 체인지 소드 총 모드로 공격한다.
- 전격 빅토리 빔 (일본어: 電撃ビクトリービーム 덴게키 비쿠토리 비무[*]): 공중에서 다섯 체인지맨이 V자 형태로 늘어서 체인지 소드 총 모드로 공격한다.
- 어스 포스 전격 소드 (일본어: アースフォース電撃ソード 아스 포스 덴게키 소도[*]): 다섯 체인지맨의 체인지 소드를 합쳐 칼 끝으로 적에게 전기 충격을 가한다.
- 더블 허리케인 소드 (Double Hurricane Sword): 머메이드와 피닉스가 등을 맞대고 서서 회전하며 체인지 소드 총 모드로 연속 공격한다.
- 더블 소드 오로라슈팅 (Double Sword Aurorashooting): 머메이드와 피닉스가 공중에서 무지개 형상으로 나사선을 그리며 하강, 회전하면서 체인지 소드 총모드를 연사한다.
- 크로스 허리케인 (Cross Hurricane): 다섯 체인지맨의 체인지 소드와 방패를 합친 것을 별의 모양으로 맞춘 뒤 광선을 쏘아, 별 모양의 붉은 오로라를 적에게 발사한다.

## 메카닉
- 셔틀베이스 (Shuttlebase)
  - 전장: 90.3m
  - 무게: 6,700t
  - 최고 속도: 마하 1.2

지구수비대의 우주선으로, 체인지 로보로 합체하는 세 개의 메카를 보관하는 모함이다. 레이저포와 미사일을 탑재하고 있다.
- 오토 체인저 (Auto Changer)
  - 전장: 2.3m
  - 최고 속도: 시속 340 km
  - 최고 도약력: 50m

체인지맨의 각 멤버들이 사용하는 바이크이다. 미사일을 탑재하고 있으나 작품 안에서는 쓰이지 않았다.
- 체인지 크루저 (Change Cruiser)
  - 전장: 4.9m
  - 최고 속도: 시속 520 km

사륜구동차량이다. 탐사 빔, 순항 미사일을 탑재하고 있다.
- 제트스키 (Zetski)

체인지맨의 각 멤버들이 사용하는 수상 바이크이다.
- 제트체인저 1 (Zetchanger-1)
  - 전장: 34.9m
  - 무게: 98t
  - 최고 속도: 마하 8.5

체인지 드래곤이 탑승하는 거대한 전투기이다. 레이저포를 탑재하고 있다. 고즈마 전투기 편대와의 싸움에서 활약했으며, 체인지 로보의 머리/동체/대퇴부를 구성한다. 《백수전대 가오레인저 vs. 슈퍼 전대》에서도 등장했다.
- 헬리체인저 2 (Helicanger-2)
  - 전장: 36.9m
  - 무게: 62t
  - 최고 속도: 시속 620 km

체인지 그리폰, 체인지 머메이드가 탑승하는 거대 헬리콥터이다. 미사일, 발칸포, 개틀링포를 탑재하고 있다. 체인지 로보의 흉부와 양 팔을 구성한다.
- 랜드체인저 3 (Landchanger-3)
  - 전장: 30.6m
  - 무게: 870t
  - 최고 속도: 시속 280 km

체인지 페가서스, 체인지 피닉스가 탑승하는 탱크이다. 미사일과 드릴을 탑재하고 있다. 체인지 로보의 무릎 아래 쪽 다리 부분을 구성한다.

## 체인지 로보
- 전장: 54.2m
- 무게: 1,030t
- 비행 속도: 마하 1.5
- 출력: 175만 hp·t

체인지 로보(일본어: チェンジロボ 첸지 로보[*])는 체인지맨이 사용하는 거대 로봇이다. 제트체인저 1, 헬리체인저 2, 랜드체인저 3에 탑승한 체인지맨이 "합체, 어스컨버전!"이라 외침과 동시에 합체한다. 부스트 기능 최대 출력이라는 기능도 있다. 보통 체인지 로보는 세 개의 메카닉으로 분리된 형태로 거대 모함 셔틀베이스에 탑재되어 있지만, 체인지 로보로 합체된 상태로 셔틀베이스에서 출격하는 경우도 있다. 바이크, 오토 체인저의 탑재도 가능하다.
체인지 로보는 전격검 (일본어: 電撃剣 덴게키켄[*])이 수납되어 있는 방패 체인지 실드, 양 어깨의 발칸포인 체인지 발칸 (Change Vulcan) 등으로 무장하고 있으며, 배 부분에서는 체인지 로보 미사일을 발사한다. 필살기는 번개 에너지를 두른 전격검으로 상대를 베는 "전격검·슈퍼 썬더볼트" (일본어: 電撃剣・スーパーサンダーボルト 덴게키켄·스파 산다보루토[*])로, 체인지 드래곤이 기술의 이름을 외치며 좌우의 조종간을 오른쪽, 왼쪽 순으로 끌어당긴 뒤, 두 조종간을 앞으로 젖혀 명령을 입력한 뒤,  체인지 로보가 체인지 실드에서 전격검을 꺼내 발동한다.
그 밖의 기술로 양 눈에서 광선을 쏘는 체인지 로보 플래시, 회전하면서 적을 베는 전격검·풍차베기,여러 명의 적을 쓰러뜨리는 전격검·제비회전 (일본어: 電撃剣・燕返し 덴게키켄·츠바메가에시[*]), 전격검과 체인지 실드를 합쳐서 회전하여 사용하는 전격검·블리자드 회전이 있다.